# 세인트키츠섬

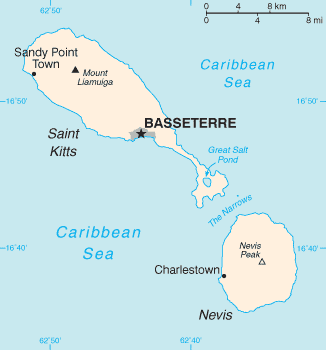
세인트키츠 네비스

세인트키츠섬(Saint Kitts)은 카리브해 소앤틸리스 제도에 있는 섬이다. 세인트크리스토퍼섬(Saint Christopher)으로도 잘 알려져 있다. 네비스섬과 함께 세인트키츠 네비스 연방을 구성하는 섬이다. 중심지는 바스테르이다.

## 같이 보기
- 네비스섬